# Emina Jahović
Emina Jahović (serbokroatisk: Емина Јаховић), kendt som Emina (kunstnernavn for Emina Jahović, født 15. januar 1982) er en serbisk-tyrkiske sangerinde, sangskriver, skuespillerinde, pladeproducer og model af bosnisk afstamning. Hun er født i Novi Pazar og opvokset i Beograd, hvor hun primært studerede på Mokranjac Music School, men også kortvarigt var indskrevet på Univerzitet Braća Karićs Fakultet za menadžment "Braća Karić", inden hun besluttede at fokusere på sin musikalske karriere. Hun begyndte at optræde som teen popmusiker på Beograd og skrev kontrakt med City Records ved udgangen af 2002. I løbet af sin ansættelse som sangskriver for pladeselskabet vakte hendes sangevner musikeren Dino Merlins opmærksomhed. Emina Jahović opnåede en fremtrædende plads som musiker efter udgivelsen af sit debutalbum, Osmi dan (2002), som blev modtaget godt af både anmeldere og publikum.
Jahović er påvirket af Zdravko Čolić og Alicia Keys. Hun har solgt millioner album og skønsmæssigt millioner singler på Balkan, og hendes singler er dermed nogle af de bedst sælgende i sydøstlige Europa. Emina Jahović eksperimenterer løbende med nye musikalske idéer. Jahović er kontraalt og udviser et overvældende udtryk og en instinktiv vokal fraseringsevne. Strukturen i hendes musik siges at afspejle 1980'ernes teen pop og 1990'ernes Europop. Hendes single "I da mogu" (2013) provokerede magasiner til at hævde, at ved at kombinere musik, mode, kunst og teknologi Emina tankerne hen på Jennifer Lopez, mens en kritiker mente, at Emina åbenlyst trækker på inspiration fra Jennifer Lopez til Alicia Keys.
Musikvideoerne til Emina Jahovićs sange er forbundet med konstante kostumeskift, dansere og provokerende iscenesættelser, og videoerne er ofte blevet beskrevet som kortfilm. Hendes shows er beskrevet som meget underholdende og nyskabende. Udover sin musikalske karriere har Emina Jahović bidraget til forskellige velgørende organisationer. Jahović bidrager også i kampen mod Brystkræft og fokuserer på at oplyse unge kvinder om sygdommen.
Hun er coach på RTV Pink's sangkonkurrence The Voice Srbija i 2013.
Fra 2008 til 2018 var hun gift med sangeren Mustafa Sandal, med hvem hun har to børn.

## Liv og karriere

### 1982-1999: De første år
Emina Jahović er født den 15. januar 1982 i Novi Pazar som barn af Senija og Nusret Jahović, en bemærkelsesværdig læge. Familien stammede fra Sandžak og havde bosniske rødder. Emina er den yngste af tre børn, han har en bror der hedder Mirsad Türkcan og en søster der hedder Sabina. I 1999 blev Mirsad Türkcan som den første tyrkiske basketballspiller draftet til NBA, da New York Knicks valgte ham.

## Diskografi

### Album
- Osmi dan (City Records 2002)[39]
- Radije ranije (City Records 2005)[40]
- Exhale (Multimedia Records 2008)[41]
- Vila (PGP RTS 2009)[42]

### Singler
| - "Tačka" (2002) - "Osmi dan" (2002) - "U, la-la" feat. KC (2002) - "Uzalud se budim" (2003) - "Radije, ranije" (2004) - "Tvoja greška" (2005) - "Emina" feat. Knez (2005) - "Da l' ona zna" (2006) - "Nije vise tvoja stvar" (2006) - "Pola ostrog noza" (2006) - "Cool žena" (2007) - "La gitana" feat. Flamingosi (2007) - "Exhale" (2008) - "Push It" feat. Cory Gunz (2008) - "Još ti se nadam" feat. Saša Kovačević (2008) | - "Pile moje" (2009) - "Ne zaboravi" feat. İzel (2009) - "Med" feat. Dino Merlin (2009) - "Nemilo" feat. Miligram (2009) - "Ti kvariigro" (2010) - "Gospodine" feat. Nataša Bekvalac (2011) - "Posle mene" (2011) - "Beograd priča" feat. Dženan Lončarević (2012) - "Broken" feat. Erdem Kınay (2012) - "Çek Gönder" feat. Mustafa Sandal (2012) - "I da mogu" (2012) - "Kimse Yok Mu?" (2012) - "Nedostaješ" (2013) - "Yakışmaz" (2013) - "Žena zmaj" (2013) |

### Compilation
- BH Eurosong (Muzička produkcija javnog servisa BH 2002)
- Super hitovi Vol.13 (City Records 2003)[43]
- Vanilla (City Records 2005)
- Gordost i predrasude (City Records 2006)
- Singles & Duets (2008)
- Miligram (Miligram Music 2009)
- Karizma (Seyhan Müzik 2009)[44]
- Ornament (City Records 2010)
- Platinum Collection 19 hitova (Mascom EC 2011)[45]
- Proje (Seyhan Müzik 2012)[46]
- Hitovi leta 2012 (City Records 2012)[47][48]
- Organik (Poll Production 2012)[49][50]
- Best of 2012/13 CD 1 (City Records 2013)[51][52]
- Super hitovi CD 2 (City Records 2013)

## Filmografi
| Stat                | År        | Titel                              | Rolle                     | Bemærkninger                       |
| Fjernsyn            | Fjernsyn  | Fjernsyn                           | Fjernsyn                  |                                    |
| ------------------- | --------- | ---------------------------------- | ------------------------- | ---------------------------------- |
| Tyrkiet             | 2010-2011 | Lale Devri                         | Lale Taşkıran Ilgaz       | Hovedrolle (Show TV, FOX)          |
| Albanien            | 2011-2012 | Lale (Periudha e tulipanëve)       | Lale Tashkëran Ilgaz      | Hovedrolle (KTV)                   |
| Bosnien-Hercegovina | 2011-2012 | Polje lala                         | Lala Taškran Ilgaž †      | Hovedrolle (Pink BH)               |
| Bulgarien           | 2011-2012 | Сезонът на лалето                  | Лале Ташкъран Ългаз       | Hovedrolle                         |
| Tjekkiet            | 2011-2012 | Čas tulipánů                       | Lale Taškiranová Ilgazová | Hovedrolle (TV Barrandov)          |
| Kosovo              | 2011-2012 | Lale Devri                         | Lale Tashkëran Ilgaz      | Hovedrolle (Kohavision)            |
| Makedonien          | 2011-2012 | Лале                               | Лале Таксиран Илгаз       | Hovedrolle (Kanal 5)               |
| Montenegro          | 2011-2012 | Поље лала                          | Лала Ташкиран Иглаз †     | Hovedrolle (Pink M)                |
| Rumænien            | 2011-2012 | Lale - Asculta-ti inima!           | Lale Tașkiran Ilgaz       | Hovedrolle (Antena 1)              |
| Serbien             | 2011-2012 | Поље лала                          | Лала Ташкиран Иглаз †     | Hovedrolle (RTV Pink)              |
| Slovakiet           | 2011-2012 | Láska v Istanbule                  | Lále Taškiranová Ilgazová | Hovedrolle (JOJ Plus)              |
| Slovenien           | 2011-2012 | Doba tulipanov                     | Lala Taškran Ilgaž †      | Hovedrolle (Pink SI)               |
| Grækenland          | 2012      | Λάλε, Έρωτας στην Κωνσταντινούπολη | Λάλε Τασκιράν Ιλγκάζ      | Hovedrolle (Alpha TV)              |
| Iran                | 2012      | Omre Gole Laleh (عمر گل لاله)      | Laleh Tashkyran Aylgas    | Hovedrolle (GEM TV)                |
| Kasakhstan          | 2012      | Пора тюльпанов                     | Лале Ташкыран Илгаз       | Hovedrolle (El-Arna)               |
| Tyrkiet             | 2012      | Turkcell Akıllı Telefon Hareketi   | Hovedrolle                | Tv-reklame                         |
| Tyrkiet             | 2013      | Maxi'yi Alan Yaşadı                | Hovedrolle                | Tv-reklame                         |
| Serbien             | 2013      | The Voice Srbija                   | Herself/Coach             | Reality sangkonkurrence (RTV Pink) |